# 謝列布里亞諾耶湖 (馬里埃爾共和國)

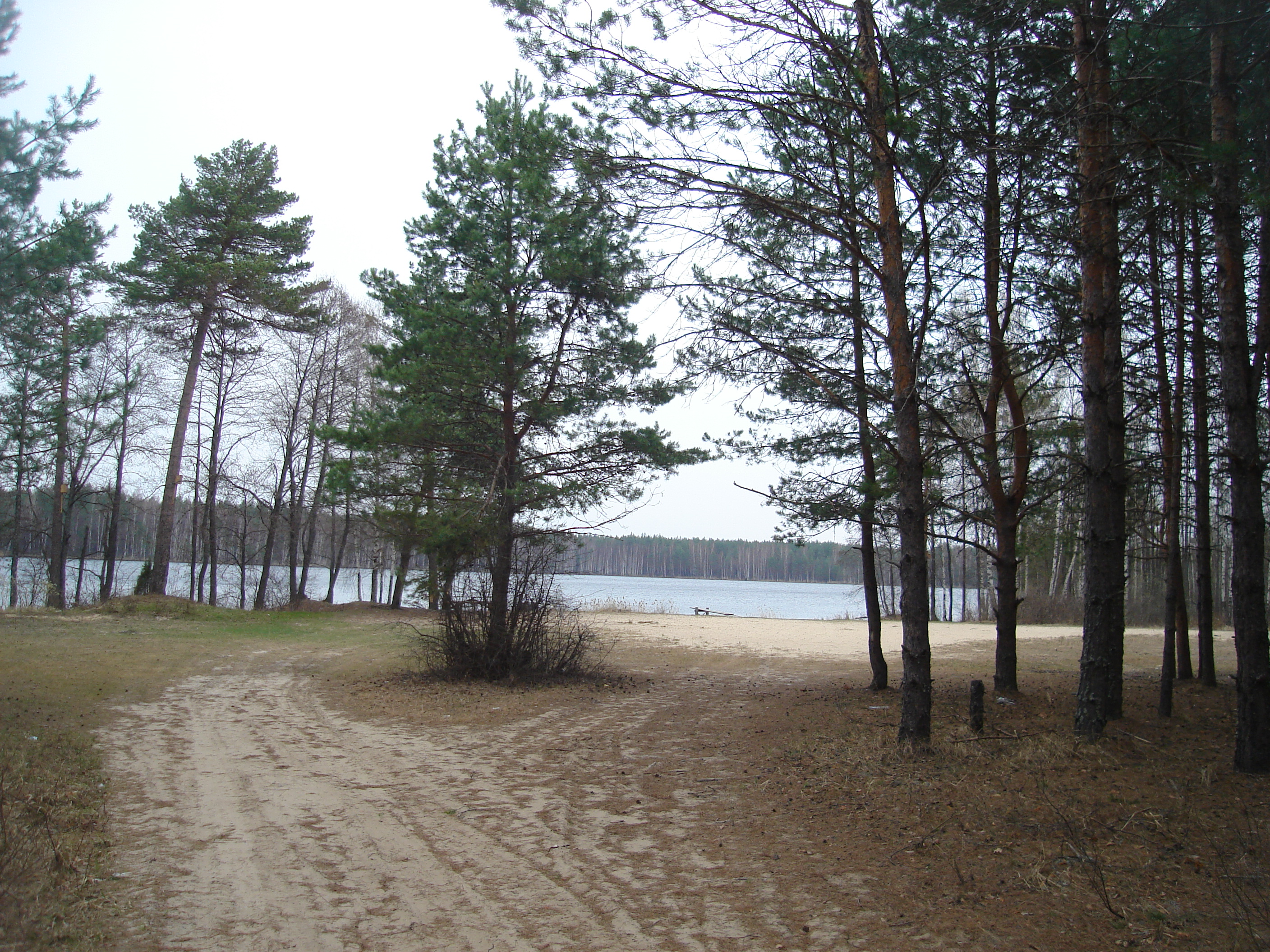

56°23′21″N 48°21′57″E / 56.38917°N 48.36583°E
謝列布里亞諾耶湖（俄语：Серебряное озеро），是俄羅斯的湖泊，位於該國西部，由馬里埃爾共和國負責管轄，長0.75公里、寬0.35公里，面積0.19平方公里，最大水深8米。